# Griefer
En griefer är en spelare i ett multiplayer-datorspel som avsiktligt irriterar och stör andra spelare.

## Historia
Termen började användas år 2000 eller tidigare i ett internetbaserat flerspelarspel.

## Översikt
En griefer är en spelare som utför handlingar i ett datorspel för att avsiktligt besvära en annan spelare ("grief" i betydelsen orsaka någon ”sorg”) för sitt eget nöjes skull. En sådan spelare är speciellt besvärande i internetbaserade spelcommunities, eftersom griefers oftast inte kan straffas med de straff som finns inbyggda i spelen.
Metoderna för griefing skiljer sig från spel till spel. Vanliga metoder inkluderar:
- Player killing i spel som inte har skilda spelytor, eller möjlighet att hindra dem som vill ha denna typ av spel från att attackera de som inte vill.[3] Här ingår inte de spel som är gjorda för ständig strid.
- Avsiktlig vådabeskjutning eller avsiktlig handlande som skadar lagets spel, inkluderande att slösa med spelets poäng (kan vara vunna marker, vapen, etc) i maskopi med motståndarlaget (brukar kallas att "spöka” (ghosting))
- Alla metoder där man förstör eller återställer en annan spelares framgångar (som att slumpvis förstöra andra spelares skapelser i Minecraft eller Terraria)
- Skrivna och/eller verbala förolämpningar, falska anklagelser om att luras eller om griefing
- Stjäla en annan spelares saker och/eller erfarenhet (när det görs för att trakassera och inte för egen vinnings skull)
- Spamming
- Uppehålla sig vid platsen för en död spelare för att åter döda honom så snart han återuppstår
- Spela ”out-of-character” i ett rollspel
- Locka flera monster eller ett stort monster att jaga griefern och sedan springa dit de andra är, med avsikt att få många andra personer dödade av denna överraskande monsterattack. Räckan av monster liknar ett tåg, och företeelsen kallas ibland för  "training".[4]
- Blockera andra spelares väg så att de inte kan flytta sig eller komma bort från ett visst område, eller nå en viss resurs
- Skapa flera prenumerationskonton
- Avsiktligt blockera skott från sitt eget lag, så de inte kan skada fienden.

Uttrycket används ibland mer generellt för att mena en person som använder internet för att spela andra ett spratt.